# Austrolimnophila strigimacula
Austrolimnophila strigimacula är en tvåvingeart som först beskrevs av Edwards 1923.  Austrolimnophila strigimacula ingår i släktet Austrolimnophila och familjen småharkrankar. Inga underarter finns listade i Catalogue of Life.